# Protestantse kerk van Winningen
De protestantse kerk van Winningen (Duits: Evangelische Kirche in Winningen) is een beschermd monument in Winningen in het Landkreis Mayen-Koblenz in de Duitse deelstaat Rijnland-Palts. De kerk is gelegen aan de Kirchstraße.

## Geschiedenis

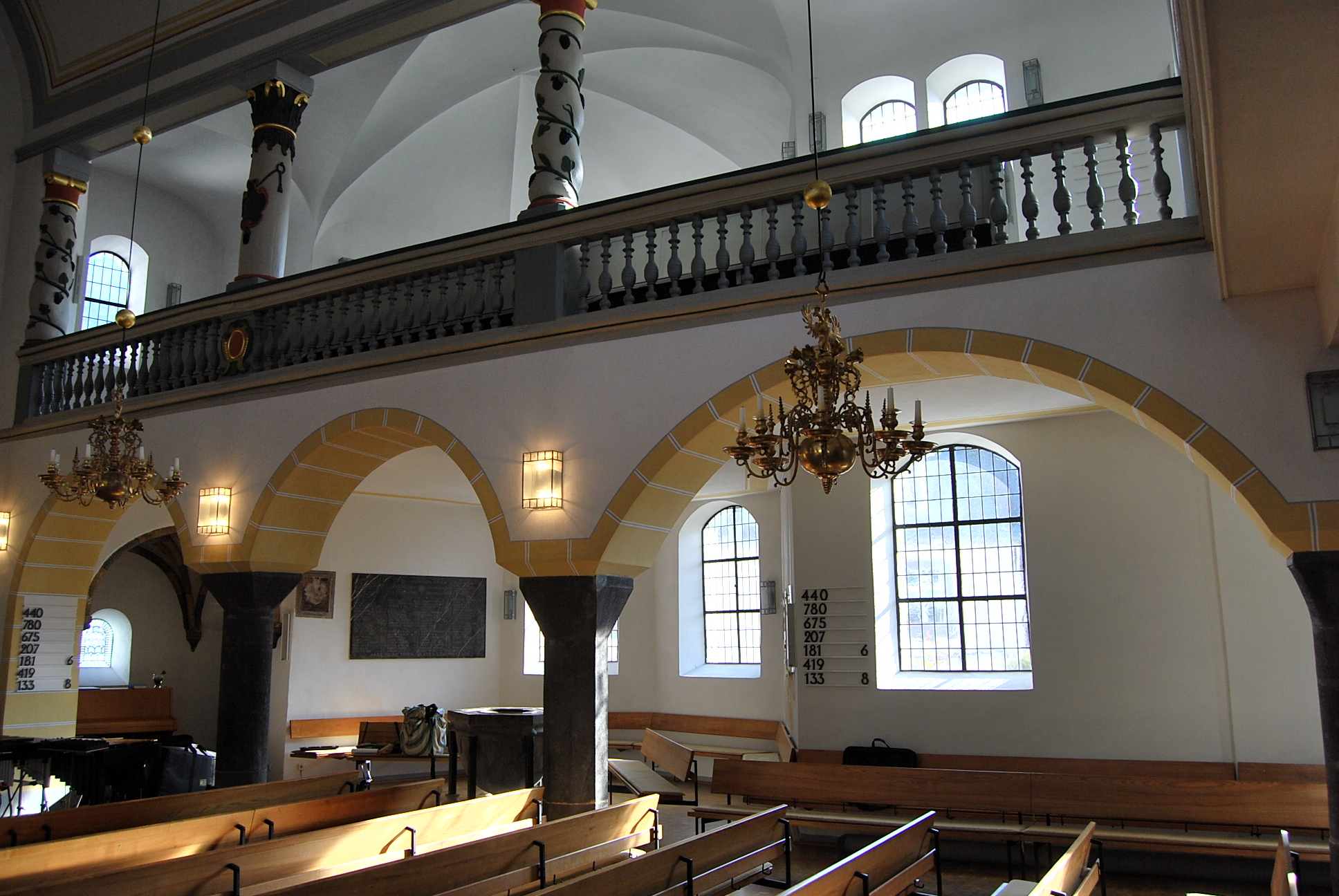
Interieur van de protestantse kerk van Winningen aan de Moezel

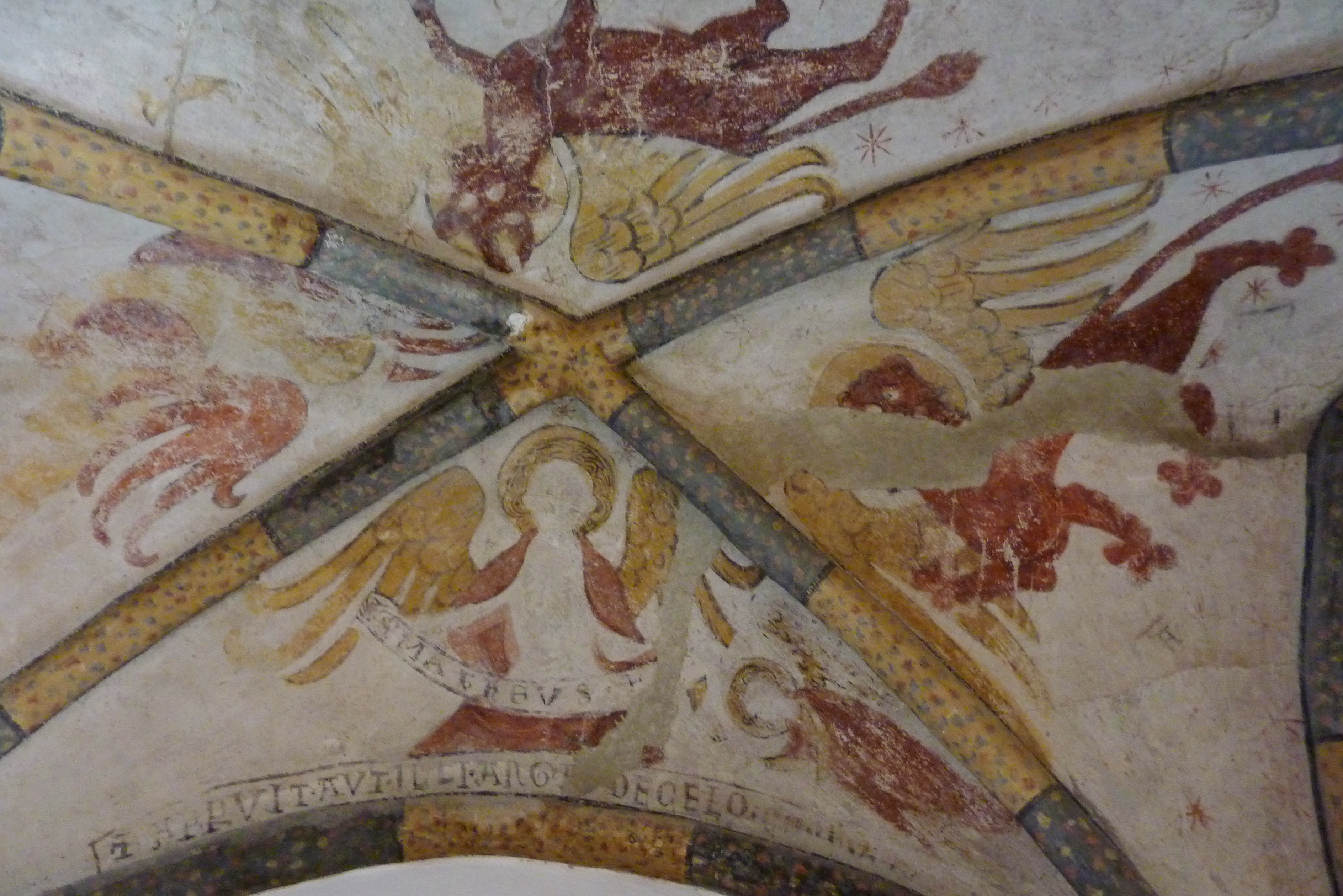
Fresco's in het nevenkoor (circa 1230)

De voorganger van de huidige kerk werd rond 1200 als drieschepige basiliek gebouwd. Hiervan bleven de romaanse toren, het zuidelijke nevenkoor en het waaiervormig venster in de westelijke gevel bewaard. 
In 1618 werd in verband met het inbrengen van een galerij een grote verbouwing gepland en zowel de gewelven als het dak vervangen. Het kerkschip werd in 1695 langer gemaakt en er werden grotere ramen geplaatst. De kerk werd opnieuw groter gemaakt toen in 1718 aan het kerkschip een zuidelijk dwarsschip werd toegevoegd. Bij de renovatie in 1879 kreeg de toren een rombisch dak.
De laatste grote renovatie vond in 2000 plaats.

## Bezienswaardigheden
- Romaans doopvont van trachiet.
- Portaal uit 1695.
- Drie epitafen uit de 17e eeuw.